# Řád za zásluhy v zemědělství (Středoafrická republika)
Řád za zásluhy v zemědělství (francouzsky Ordre du Mérite Agricole) je státní vyznamenání Středoafrické republiky založené roku 1962. Hlavou řádu je úřadující prezident Středoafrické republiky.

## Historie
Řád založil první prezident Středoafrické republiky David Dacko dne 18. srpna 1962. Udílen je za zásluhy o zemědělství.

## Třídy
Řád je udílen ve třech třídách:
- komtur
- důstojník
- rytíř

## Insignie
Řádový odznak má tvar kulatého středového medailonu, ve kterém je štít. Kolem medailonu je zeleně smaltovaný kruh s nápisem ORDRE DU MERITE AGRICOLE. Kolem medailonu je barevně smaltovaný věnec ve spodní části svázaný stuhou. Nad medailonem je zlatá pěticípá hvězda. Zadní strana není pokryta smaltem. Uprostřed medailonu je nápis UNITE • DIGNITE • TRAVAIL. Při vnějším okraji je název státu REPUBLIQUE CENTRAFRICAINE.
Stuha sestává ze širokého zeleného pruhu uprostřed, který je vlevo následován úzkým bílým proužkem, úzkým červeným proužkem a širším bílým pruhem. Vpravo následuje po zeleném pruhu úzký tmavě modrý proužek, žlutý proužek a širší bílý pruh.